# 比那蚶
比那蚶（学名：Arca binakayanensis），是魁蛤目魁蛤科魁蛤属的一种。主要分布于南海，常栖息在浅海泥砂质海底。